# Kap-Hoorn-Strom
Der Kap-Hoorn-Strom ist eine kühle Meeresströmung, die die Südspitze Südamerikas bei Kap Hoorn von West nach Ost umrundet.
Der Kap-Hoorn-Strom entsteht durch die Westwinddrift und ist ein Teil des Zirkumpolarstromes, der hier bei der Umrundung des Kaps intensiviert wird.
Er wird ab den Falklandinseln dann Falklandstrom genannt.